# Kapillærkraft
Kapillærkraft er en naturligt fysisk fænomen, som trækker væske ind i kapillære gange. I det smalle rør vil vand samlet set øge sin overflade, mens kviksølv vil gøre det modsatte. Derved opstår en forskel til omgivelserne i lufttryk pr. arealenhed. I vands tilfælde vil den større overflade føre til, at vandet 'trækkes' indad eller opad.